# Muraena melanotis
Muraena melanotis is een straalvinnige vissensoort uit de familie van murenen (Muraenidae). De wetenschappelijke naam van de soort is voor het eerst geldig gepubliceerd in 1860 door Johann Jakob Kaup.